# Ituporanga
Ituporanga es un municipio brasileño del estado de Santa Catarina. Tiene una población estimada al 2022 de 26 525 habitantes. Forma parte de la Región metropolitana del Alto Valle de Itajaí.

## Toponimia
"Ituporanga" es una palabra tupi que significa "bella cascada", a través de la combinación de los términos y'tu (cascada) y poranga (bella).

## Historia
La colonización de Ituporanga comenzó en 1912 con los pioneros Matias y Fernando Sens, João Steffens, Jacó Balduino y Guilherme Morh.
Se creó como distrito de Bom Retiro en 1922 con el nombre de Generosópolis. Se emancipó como municipio en 1948.